# Estádio 20 de Agosto de 1955
O Estádio 20 de Agosto de 1955 (em francês: Stade du 20-Août-1955, em árabe: 1955 ملعب 20 أوت) é um estádio multiuso localizado em Argel, capital da Argélia, inaugurado em 1930. Até antes da inauguração do Estádio 5 de Julho de 1962, o maior estádio do país, em 1972, o estádio foi oficialmente a casa onde a Seleção Argelina de Futebol mandou suas partidas amistosas e oficiais. Atualmente, os clubes locais Hussein Dey e CR Belouizdad mandam seus jogos oficiais por competições nacionais e continentais no estádio, que tem capacidade para 20 000 espectadores.